# Ernst Gröschel
Ernst Gröschel (* 9. Dezember 1918 in Nürnberg; † 5. Mai 2000 in Zams, Tirol) war ein deutscher Pianist. 
Im Alter von neun Jahren wurde er an das städtische Konservatorium der Musik in Nürnberg aufgenommen, wo er 1938 mit der Reifeprüfung abschloss. Nach Arbeits- und Militärdienst wurde er 1940 als Soldat in die Klavierklasse von Emil von Sauer in Wien aufgenommen, jedoch wurde ein Abschluss dort durch die Kriegsereignisse verhindert. Nach der Kapellmeisterprüfung 1943 arbeitete er anschließend an der Wiener Staatsoper und dem Prag als Repetitor.
Nach seiner Rückkehr aus der englischen Retournierung 1945 waren in Deutschland Konzerte fast nur in privaten Zirkeln und mit Hilfe der jeweiligen Besatzungsmacht durchführbar. Trotzdem gelangen Gröschel erste Tourneen nach Holland, Schweden und in die Schweiz, wo er überall mit den ersten Pianisten dieser Zeit (Walter Gieseking, Vlado Perlemuter, Wilhelm Backhaus, Artur Rubinstein) in einer Reihe genannt wurde.
Von Frederic Lamond angeregt, pflegte Gröschel seit den 1930er-Jahren das Spiel auf historischen Tasteninstrumenten und gilt als erster Pianist, der Mozart und Beethoven komplett auf historischen Instrumenten spielte. Er war der außerdem erste Pianist, der Ludwig van Beethovens Flügel von Conrad Graf nach der Restaurierung im Bonner Beethoven-Haus einer breiten Öffentlichkeit präsentierte und auf Schallplatte bannte.
Gröschel hinterließ eine umfängliche Zahl von Aufnahmen sowohl auf Schallplatte (und in seinen letzten Lebensjahren auch auf CD) als auch im Archiv des Bayerischen Rundfunks.

## Veröffentlichungen (Auszug)
- Ernst Gröschel auf einem historischen Hammerflügel - Bach, Johann Sebastian. - S.l.: Colosseum-Schallplatten, 1973
- Mozart auf dem Hammerklavier. Menuett und Trio G-Dur KV1 - Mozart, Wolfgang Amadeus. - S.l.: Colosseum-Schallplatten, 1973
- Konzerte, Kl Orch Klavierkonzerte Tonträger - Beethoven, Ludwig van. - Merenberg: Zyx Music, P 2008
- Trios, Vl Vc Kl (1997) Trio für Klavier, Violine und Violoncello - Klepper, Wilhelm. - Bamberg: Egino Klepper, 2000
- Oktette, MWV R 20 Streichoktett E-Dur op. 20 - Mendelssohn Bartholdy, Felix. - Hamburg: Line Music, 2000